# SSE2
SSE2 è un instruction set SIMD dell'architettura IA-32, sviluppato dalla Intel Corporation.

## Storia
Venne sviluppato nel 2000, allo scopo di estendere la precedente versione SSE e ha la funzione di soppiantare definitivamente le istruzioni MMX. I primi processori ad implementare le istruzioni SSE2 sono stati i Pentium 4 con core Willamette nel 2000. 
Successivamente questo set è stato esteso per mezzo delle SSE3, conosciute anche con il nome di "Prescott New Instructions", introdotte nei Pentium 4 di ultima generazione con core Prescott agli inizi del 2004.

## Caratteristiche
L'intero set SSE2 (costituito da 144 istruzioni) aggiunge il supporto per il calcolo in virgola mobile a doppia precisione a 64 bit, e per i 64, 32, 16 e 8 bit le operazioni con numeri interi sugli 8 registri 128-bit XMM già introdotti con il set SSE. Non vengono invece aggiunti "program state" addizionali rispetto a quelli già presenti.
L'aggiunta di operazioni SIMD su interi a 128 bit consente ai programmatori di evitare completamente l'utilizzo degli otto registri a 64 bit delle MMX. In questo modo è possibile eseguire operazioni SIMD sia su valori interi che su numeri in virgola mobile senza la perdita di tempo necessaria precedentemente per passare dal "mode" MMX a quello SSE. 
Altre istruzioni del set SSE2 consentono di effettuare un controllo della cache per limitare l'occupazione di questa memoria con dati inutili quando vengono elaborate grandi quantità di dati.

## Implementazione
La concorrente di Intel, AMD, ha aggiunto il supporto alle SSE2 all'interno dei propri processori, nel 2003, attraverso le CPU Opteron e Athlon 64 che fanno parte delle prime architetture compatibili con i 64 bit prodotte da AMD. Comunque AMD ha esteso a sua volta il set SSE2 in maniera indipendente da Intel, raddoppiando il numero dei registri XMM e portandoli quindi da 8 a 16 (da XMM0 a XMM15). 
Tali registri aggiuntivi sono visibili solamente quando il processore funziona in modalità 64 bit, che per AMD prende il nome di AMD64. Quando Intel è passata anch'essa al supporto dei 64 bit nei suoi processori con architettura a 32 bit (Pentium 4 e Xeon) utilizzando la tecnologia EM64T, ha incrementato il numero dei registri al pari di quanto fatto da AMD. È da ricordare però che mentre l'architettura a 64 bit introdotta da Intel con le EM64T è molto simile a quella AMD64, differisce molto da quella utilizzate da diversi anni nei processori Itanium che sono progettati esclusivamente per i 64 bit e poggiano sull'architettura IA-64.